# Axe de pédalier

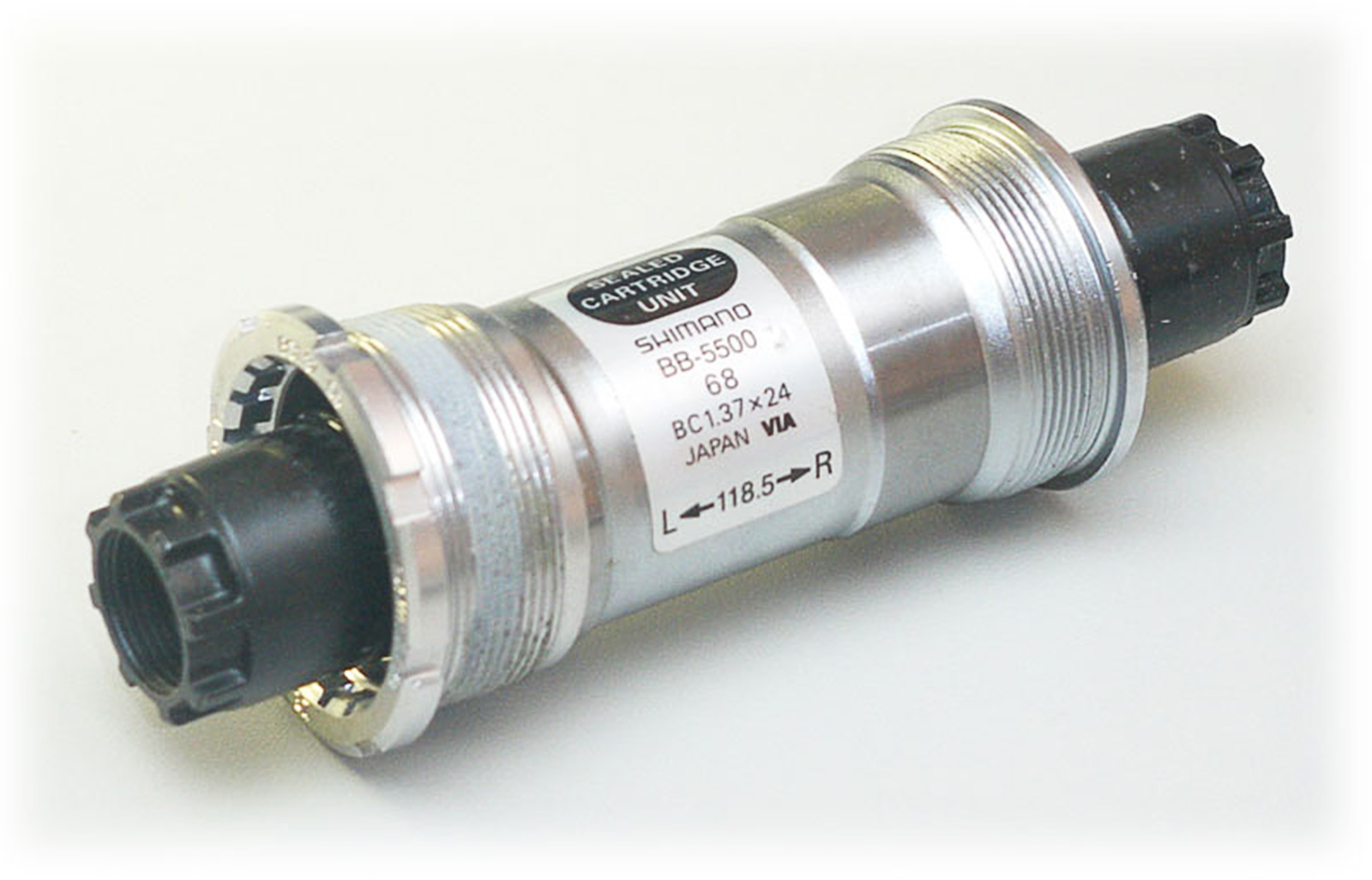
Un axe de pédalier Shimano Octalink v1.

Un axe de pédalier, aussi appelé boîtier de pédalier, est la pièce d'une bicyclette sur laquelle sont fixées les manivelles du pédalier.
Les axes varient en longueur et possèdent généralement un code gravé représentant les dimensions spécifiques au modèle.

## Types de fixation de l'axe au pédalier
Il y a 3 types de fixation pour les axes :
- Embout mâle avec écrou hexagonal.
- Embout femelle avec boulon ou vis hexagonale.
- Embout mâle chanfreiné bloqué par une clavette à écrou dans chaque manivelle.

## Particularité des dimensions
Un axe est mesuré en trois parties : 
- La mesure centrale possède deux mesures fixes pour les boîtiers de jeux de pédalier de 68 mm (VTT) ou 70 mm (vélo de route).
- La mesure de droite, côté manivelle à plateau du pédalier, possède une mesure habituellement plus longue que la mesure de gauche de l'axe, théoriquement en correspondance avec la dimension en profondeur et l'espacement total de tous les plateaux, quelquefois ajustable pour les modèles plus spécialisés.
- La mesure de gauche varie aussi selon les dimensions de la manivelle simple du pédalier.

## Identification des mesures d'un axe
La longueur des axes est habituellement identifiée par un code de deux caractères gravés.
Le premier est un chiffre, 3 ou 5, indiquant une compatibilité pour les boîtier de jeux de pédalier de 68 mm ou 70 mm respectivement. Le deuxième caractère est une lettre identifiant les dimensions spécifiques au jeu de combinaison des mesures de gauche et de droite.

## Alternative à l'axe de pédalier
Il existe aussi des jeux de pédalier scellés qui assurent une lubrification sans contamination possible pour une plus longue durée de vie.